# Torres del Yacht
Las Torres del Yacht es un conjunto de dos torres en la Ciudad de Buenos Aires, Argentina, en el Barrio de Puerto Madero, más específicamente en el Dique 4. El emprendimiento estará rodeado del Yacht Club, el Hotel Hilton, el Museo Fortabat y la Reserva Ecológica de Buenos Aires.
Durante el mes de diciembre de 2009 llegó a su altura final, siendo inaugurado en abril del año siguiente.

## Introducción
Torres del Yacht es un complejo de 2 torres de 44 pisos, con departamentos desde 60 m² hasta 110 m². Los tres subsuelos están destinados a cocheras, y en la planta baja se construirá un basamento que engloba locales comerciales, piscinas climatizadas, salón de usos múltiples, saunas, solárium y gimnasio.
El principal detalle ornamental de los edificios serán dos plazas secas con árboles, ubicadas sobre una estructura de hormigón armado en cada torre, a la altura del 1º piso de viviendas, ya que ambas poseen arcadas que llegan hasta el 7º piso de departamentos. En el proyecto original también se contemplaba la parquización y colocación de árboles en la azotea, pero luego la idea fue desechada. 

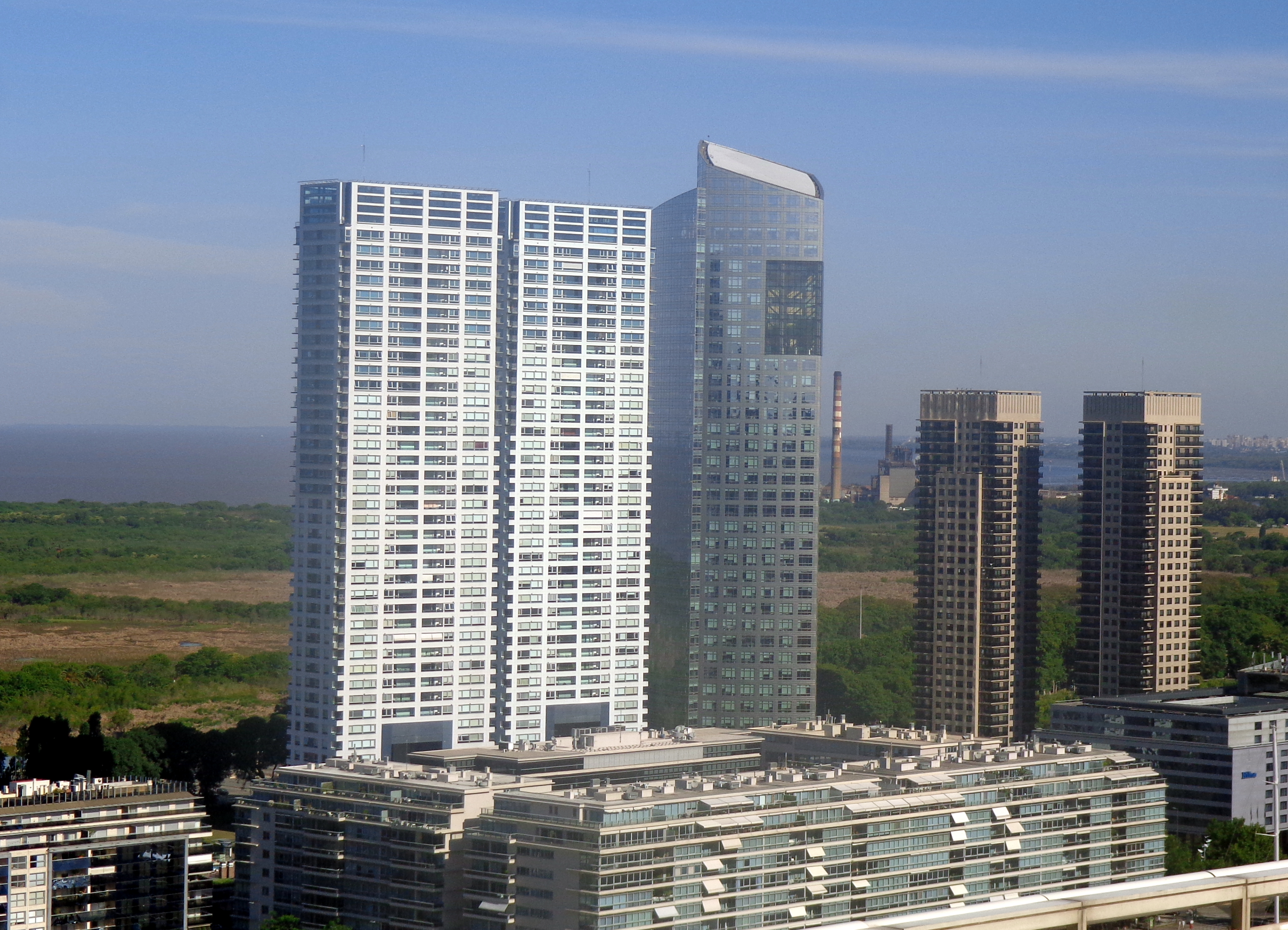
Torres del Yacht junto a la Torre YPF
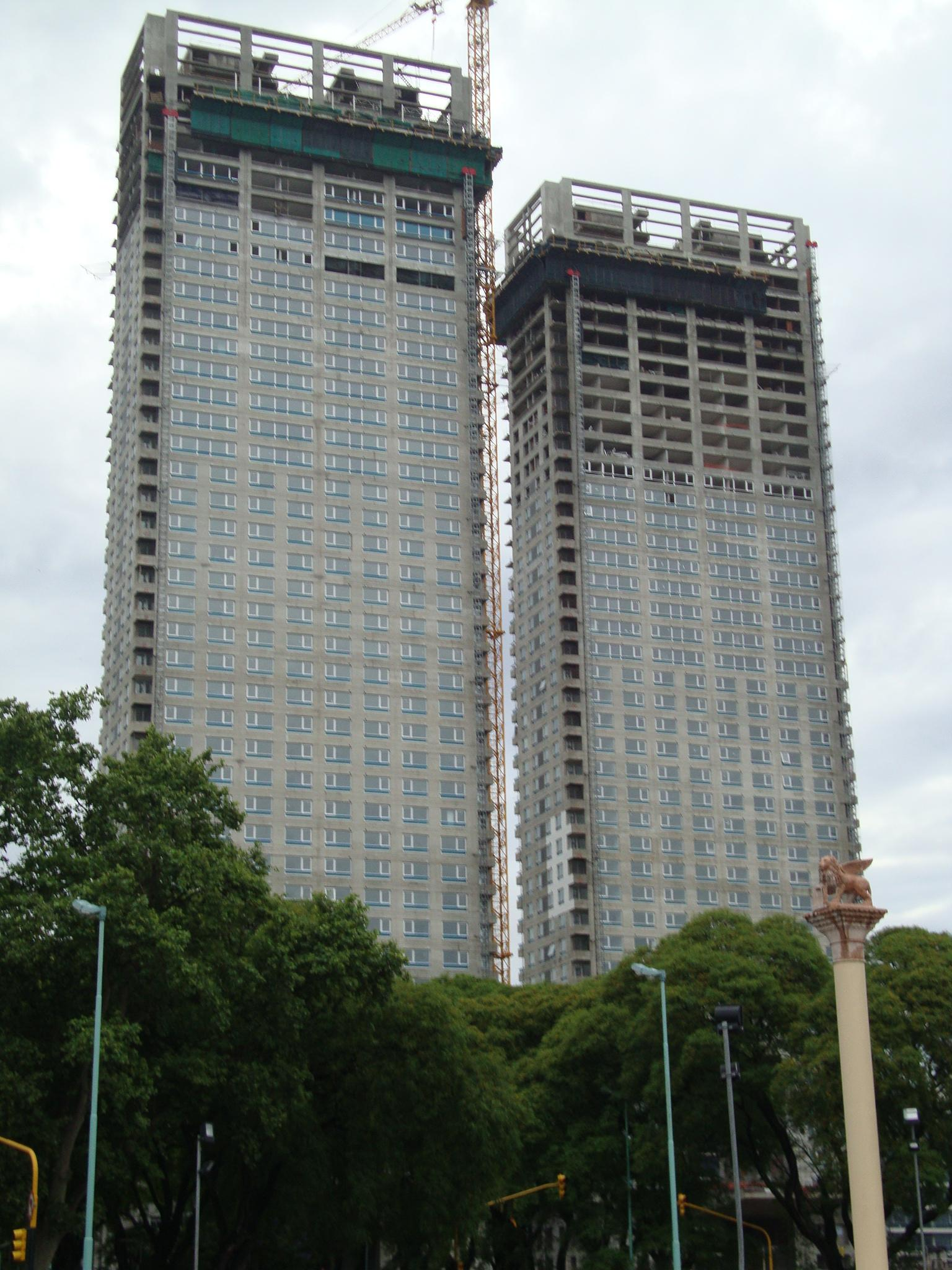
En construcción durante 2009